# Романса коњокрадице
„Романса коњокрадице” је југословенски филм први пут приказан 18. августа  1971. године. Режирао га је Абрахам Полонски а сценарио је написао Дејвид Опатосхи.

## Улоге
| Глумац            | Улога             |
| ----------------- | ----------------- |
| Јул Бринер        | Капетан Столоф    |
| Бранко Плеша      | Поручник Вишински |
| Владимир Бачић    | Грубер            |
| Бранко Шпољар     | Стругач           |
| Аленка Ранчић     | Сура              |
| Дина Рутић        | Чејтче            |
| Мирјана Блашковић | Девојка           |
| Весна Станојевић  | Девојка           |
| Вида Јерман       | Девојка           |
| Аљоша Вучковић    | Кројач            |